# Мещеряковський
Мещеряко́вський (рос. Мещеряковский) — селище у складі Адамовського району Оренбурзької області, Росія.

## Населення
Населення — 294 особи (2010; 374 у 2002).
Національний склад (станом на 2002 рік):
- казахи — 56 %
- росіяни — 32 %